# شهر یک هزار خوشی
شهر یک هزار خوشی (آلمانی: Die Stadt der tausend Freuden) یک فیلم صامت آلمانی به کارگردانی کارمینه گالونه است که در سال ۱۹۲۷ منتشر شد.

## بازیگران
- پال ریختر
- آدیله ساندروک
- گستون مودو